# 竜山さゆり
竜山 さゆり（たつやま さゆり、1973年5月16日 - ）は、日本の漫画家、イラストレーター。大阪府出身、金沢美術工芸大学油絵科卒業。
『ぷくぷく天然かいらんばん』で2001年度、第47回小学館漫画賞児童向け部門を受賞。血液型A型。愛称は「さるり先生」。趣味は香港旅行、三線など。

## 来歴
1989年、『少女コミック』4号に発表した「夢見る筋肉姫」でデビュー。
その後『少女コミック』、『少女コミックCheese!』、『ちゃお』（いずれも小学館）と掲載誌を変えながら創作活動を続けている。『ちゃお』移籍後は「ぷくぷく天然かいらんばん」「はぴはぴクローバー」など、動物を主役に据えた作品が多い。
このほか、漫画執筆の傍らで児童向け小説の挿絵も手がけている。

## 作品リスト

### 連載作品
- 天晴!あおい（『週刊少女コミック』1990年12号 - 14号）
- 百億分の1の恋人（『週刊少女コミック』1990年22号 - 24号）
- 時の降る丘に（『週刊少女コミック』1991年23号 - 25号）
- 愛とせーしゅんのなっちゃんズ（『少女コミック』1994年15号 - 17号）
- 亜熱帯Girl（『少女コミックCheese!』1997年5月号 - 7月号）
- ハッピーかむかむカンパニー（『少女コミックCheese!』1998年1月号 - 1999年7月号） - 断続連載
- ぷりんのまんま（『ちゃお』1998年9月号 - 11月号）
- ぷくぷく天然かいらんばん（『ちゃお』1999年4月号 - 2005年7月号）
- はぴはぴクローバー（『ちゃお』2005年8月号[6] - 2008年11月号[6]）
- くまップリ♪（『ちゃお』2009年1月号 - 10月号）
- ジュエルペット（『ちゃお』2010年2月号 - 9月号）
- ある日 犬の国から手紙がきて（『ちゃお』2012年8月号[7] - 、『ちゃおデラックス』） - 2009年に出版された絵本『ある日 犬の国から手紙が来て』（田中マルコ（著）、松井雄功（イラスト）、小学館刊）を原作として漫画化。読み切りから連載化[7]。
- うちの犬が子ネコ拾いました。（『Cheese!』2017年6月号[8] - ）
- 金目銀目ねこ館（『ちゃおデラックス』2020年3月号[9] - ）

### 読切作品
- 夢みる筋肉姫（『週刊少女コミック』1989年4号） - デビュー作品[1]
- シンデレラたちの香港（『週刊少女コミック』1989年10号）
- さくら散り さくら咲く（『週刊少女コミック』1989年増刊4月号）
- 虫さされジュリエット（『週刊少女コミック』1989年増刊7月号）
- シャチを探しに（『週刊少女コミック』1989年増刊9月号）
- ゴジラかく語りき（『週刊少女コミック』1989年増刊11月号） - 「シャチを探しに」続編
- ポラリス（『週刊少女コミック』1990年増刊2月号） - 「ゴジラかく語りき」続編
- 熱闘!駅前商店街（『週刊少女コミック』1990年7号）
- 夢みてTRY!（『週刊少女コミック』1991年4号）
- 香港ラビリンス（『週刊少女コミック』1991年9号）
- もう一度はじめまして（『週刊少女コミック』1991年13号）
- 翼を抱きしめて（『週刊少女コミック』1991年18号）
- HIYOKOななころび（『少女コミック』1993年20号）
- ヒミツの放課後（『少女コミック』1994年5号）
- 義理GIRIバレンタイン（『少女コミック』1994年増刊2月号）
- どんと!ウォーリー（『少女コミック』1995年2号）
- 号外!旭陽タイムズ（『少女コミック』1995年6号）
- 保育園へいこう!（『少女コミック』1995年増刊2月号）
- にっぽにあ★にっぽん（『少女コミック』1995年増刊6月号）
- 世界は恋であふれてる（『少女コミック』1995年増刊8月号） - 「にっぽにあ★にっぽん」続編
- ココロのタマゴ（『少女コミック』1995年増刊10月号） - 「世界は恋であふれてる」続編
- お手をどうぞ（『少女コミック』1995年23号）
- 恋しいムーンストーン（『少女コミック』1996年3号）
- 猫っかぶりの猫たち（『少女コミックCheese!』1996年増刊6月号）
- モグ様のいうとおり!（『ちゃおデラックス』1997年初秋の増刊号）
- まおまお♥みーちゃ（『ちゃおデラックス』1997年冬の増刊号）
- にゃんこな気持ち（『ちゃおデラックス』1998年春の増刊号）
- わくわく注意報!（『ちゃおデラックス』1999年冬の増刊号）
- まいにち、抱きしめるから（『ちゃおデラックス2009年初夏の大増刊号）
- タントン☆すてっぷ（『ちゃおデラックス』2009年夏の超大増刊号）
- とびきり!ポッケ（『ちゃおデラックス』2009年秋の大増刊号）
- チルチルみるく日和（『ちゃおデラックス』2009年冬の大増刊号）

### イラスト
- 『死体が消えた!?ウソ?ホント?事件 -かっとびキッズ』（1995年ポプラ社文庫、作：早瀬みずち）
- 『お誕生日はもうこない!?事件 -かっとびキッズ』（1996年ポプラ社文庫、作：早瀬みずち）
- 『ライバルにまわしげり!』（1997年パレット文庫、作：倉橋耀子）
- 『子ねこのほほえむ時 〜私がこの子の家族になります〜』（ちゃおノベルズ、都築奈央(著)、2009年12月24日）
- 『虹の橋でキミに会えたら』（ちゃおノベルズ、都築奈央(著)、2011年8月1日）
- 『ある日犬の国から手紙が来て』 (ちゃおノベルズ、田中マルコ(著)、松井雄功(イラスト)、2013年2月)
- 『ある日 犬の国から手紙が来て 〜ドッグカフェ・ハナペロの物語〜』 (ちゃおノベルズ、田中マルコ(著)、松井雄功(イラスト)、2013年8月5日)
- 『きみとのやくそく』(ちゃおノベルズ、都築奈央(著) 2014年7月16日)

上記作品では挿絵・イラストを担当

### 書籍
いずれも小学館より発行。
- 『竜山さゆり傑作集』〈フラワーコミックス〉、1990年 - 1992年
  1. 「天晴！あおい」1990年9月26日発売[10]、ISBN 4-09-133491-1
  2. 「百億分の1の恋人」1991年2月26日発売[11]、ISBN 4-09-133492-X
  3. 「香港ラビリンス」1991年8月26日発売[12]、ISBN 4-09-133493-8
  4. 「時の降る丘に」1992年1月25日発売[13]、ISBN 4-09-133494-6
- 『さゆりのはあとふるシアター』〈フラワーコミックス〉、1994年 - 1995年
  1. 「愛とせーしゅんのなっちゃんズ」1994年10月26日発売[14]、ISBN 4-09-136231-1
  2. 「にっぽにあ★にっぽん」1995年12月13日発売[15]、ISBN 4-09-136232-X
- 『さゆりのWAKUWAKU♥パラダイス』〈フラワーコミックス〉、1997年 - 1999年
  1. 「亜熱帯Girl」1997年7月26日発売[16]、ISBN 4-09-136234-6
  2. 「ハッピーかむかむカンパニー」1998年8月22日発売[17]、ISBN 4-09-136235-4
  3. 「キス♥キス♥びねつカンパニー」1999年10月26日発売[18]、ISBN 4-09-136236-2、
- 『ハッピーさゆりパーク ぷりんのまんま』〈フラワーコミックス〉、1999年1月26日発売[19]、ISBN 4-09-133495-4
- 『ぷくぷく天然かいらんばん』〈フラワーコミックス→ちゃおコミックス〉、2000年 - 2005年、全10巻
- 『はぴはぴクローバー』〈ちゃおコミックス〉、2006年 - 2008年、全5巻
- 『くまップリ♪』〈ちゃおコミックス〉、2009年11月27日発売[20]、ISBN 978-4-09-132710-9
- 『ある日 犬の国から手紙が来て』〈ちゃおコミックス〉、2012年 - 2019年、全11巻
  1. 2012年4月27日発売[21]、ISBN 978-4-09-134543-1
  2. 2012年12月26日発売[22]、ISBN 978-4-09-135118-0
  3. 2013年10月1日発売[23]、ISBN 978-4-09-135594-2
  4. 2014年7月25日発売[24]、ISBN 978-4-09-136288-9
  5. 2015年4月1日発売[25]、ISBN 978-4-09-137268-0
  6. 2015年7月1日発売[26]、ISBN 978-4-09-137518-6
  7. 2016年6月1日発売[27]、ISBN 978-4-09-138460-7
  8. 2016年10月31日発売[28]、ISBN 978-4-09-138805-6
  9. 2017年4月27日発売[29]、ISBN 978-4-09-139198-8
  10. 2018年6月29日発売[30]、ISBN 978-4-09-870188-9
  11. 2019年8月30日発売[31]、ISBN 978-4-09-870591-7
- 『ある日 犬の国から手紙が来て〜出会いのキセキ〜ティアーズセレクション』2016年9月30日発売[32]、ISBN 978-4-09-138815-5 - 1〜7巻から8話をセレクトした傑作選
- 『うちの犬が子ネコ拾いました。』〈フラワーコミックス〉、2018年 - 、既刊7巻（2024年6月26日現在）
  1. 2018年7月26日発売[33][34]、ISBN 978-4-09-870226-8
  2. 2019年6月26日発売[35]、ISBN 978-4-09-870544-3
  3. 2020年8月26日発売[36]、ISBN 978-4-09-871143-7
  4. 2021年7月26日発売[37]、ISBN 978-4-09-871407-0
  5. 2022年7月26日発売[38]、ISBN 978-4-09-871761-3
  6. 2023年6月26日発売[39]、ISBN 978-4-09-872282-2
  7. 2024年6月26日発売[40]、ISBN 978-4-09-872634-9
- 『金目銀目ねこ館』〈ちゃおコミックス〉、2021年 - 、既刊4巻（2024年6月26日現在）
  1. 2021年3月31日発売[41]、ISBN 978-4-09-871340-0
  2. 2022年3月25日発売[42]、ISBN 978-4-09-871590-9
  3. 2023年6月26日発売[43]、ISBN 978-4-09-872134-4
  4. 2024年6月26日発売[44]、ISBN 978-4-09-872590-8

#### アンソロジー
- 『いつでもワンコといっしょ』2010年2月1日、ISBN 978-4-09-133106-9 - 「まいにち、抱きしめるから」収録。